# ISO 3166-2:CA
 (février 2025).
Si vous disposez d'ouvrages ou d'articles de référence ou si vous connaissez des sites web de qualité traitant du thème abordé ici, merci de compléter l'article en donnant les références utiles à sa vérifiabilité et en les liant à la section « Notes et références ».
ISO 3166-2:CA est la partie de la norme ISO 3166-2 qui concerne le Canada. Cette norme, édictée par l'Organisation internationale de normalisation, désigne les principales subdivisions administratives du pays par un code en quelques chiffres et/ou lettres complétant le code ISO 3166-1 du pays.
- Sources des listes : Bureau des normes générales canadiennes / Canadian General Standards Board (CGSB), 1997-03-18 ; IGN 1989 ; Guide postal canadien / Canadian Postal Guide ; courriel sur le Nunavut du Conseil des normes du Canada / Standards Council of Canada (SCC), 1999-09-02 ; mises à jour 2001 et 2002.

- Source des codes : Guide postal canadien / Canadian Postal Guide.

## Mises à jour
- ISO 3166-2:2000-06-21 bulletin d’information n° 1
- ISO 3166-2:2002-05-21 bulletin d’information n° 2
- ISO 3166-2:2002-12-10 bulletin d’information n° 4

## Provinces (10)
| Code ISO 3166-2 | Province                  | Province                |
| Code ISO 3166-2 | Nom anglais               | Nom français            |
| --------------- | ------------------------- | ----------------------- |
| CA-AB           | Alberta                   | Alberta                 |
| CA-BC           | British Columbia          | Colombie-Britannique    |
| CA-MB           | Manitoba                  | Manitoba                |
| CA-NB           | New Brunswick             | Nouveau-Brunswick       |
| CA-NL           | Newfoundland and Labrador | Terre-Neuve-et-Labrador |
| CA-NS           | Nova Scotia               | Nouvelle-Écosse         |
| CA-ON           | Ontario                   | Ontario                 |
| CA-PE           | Prince Edward Island      | Île-du-Prince-Édouard   |
| CA-QC           | Quebec                    | Québec                  |
| CA-SK           | Saskatchewan              | Saskatchewan            |

## Territoires (3)
| Code ISO 3166-2 | Territoire            | Territoire                |
| Code ISO 3166-2 | Nom anglais           | Nom français              |
| --------------- | --------------------- | ------------------------- |
| CA-NT           | Northwest Territories | Territoires du Nord-Ouest |
| CA-NU           | Nunavut               | Nunavut                   |
| CA-YT           | Yukon Territory       | Territoire du Yukon       |